# Trebinja, Vrba na Koroškem
Trebinja (nemško Treffen) je naselje v Občini Vrba na Koroškem v Okraju Beljak-dežela na Koroškem v Avstriji.